# Reichenow-Möglin
Reichenow-Möglin è un comune di 576 abitanti del Brandeburgo, in Germania.

Appartiene al circondario del Märkisch-Oderland (targa MOL) ed è parte della comunità amministrativa (Amt) di Barnim-Oderbruch.

## Storia
Il comune di Reichenow-Möglin venne formato il 1º gennaio 1998 dall'unione dei 2 comuni di Möglin e Reichenow.

## Geografia antropica

### Suddivisioni amministrative
Il territorio comunale comprende 3 centri abitati (Ortsteil):
- Herzhorn
- Möglin
- Reichenow